# Melsomvik
Melsomvik ist ein Ortsteil der Kommune Sandefjord im norwegischen Fylke (Provinz) Vestfold und liegt auf der Westseite des Tønsbergfjords. Der Ort hat 2083 Einwohner (Stand: 1. Januar 2024). Die Menschen leben hauptsächlich in älteren, hübsch gestalteten kleinen Holzhäusern. Vor 2017 gehörte Melsomvik zu Stokke, das dann zusammen mit Andebu und Sandefjord fusioniert wurde.
Melsomvik ist heute ein beliebtes Urlaubsziel für Sommertouristen und Hüttengäste. Im Mittelalter hatte es einen bedeutenden Seehafen und in der Zeit von 1898 bis 1964 befand sich hier ein Marinedepot, unter anderem für Walfangschiffe.
Seit 2003 beherbergt Melsomvik das Oslofjord Convention Center, mit einer Kapazität von 9000 Gästen, aufgeteilt in 2400 Zimmer, eine der größten Hoteleinrichtungen Europas.